# Гуляев, Эраст Евгеньевич
Эраст Евгеньевич Гуляев (1851 — 10 ноября 1918) — учёный, кораблестроитель, конструктор и проектировщик броненосцев береговой обороны для Российского императорского флота, член Морского технического комитета и правления Балтийского судостроительного и механического завода, первым в мире обосновал конструктивную защиту кораблей от подводных взрывов, адъютант Его Императорского Высочества генерал-адмирала Великого Князя Константина Николаевича и Алексея Александровича, генерал-лейтенант Корпуса корабельных инженеров, переводчик и автор научных работ по кораблестроению, металлургии и механике, член английского общества инженеров-кораблестроителей.

## Биография
Родился 17 (29) октября 1851 года. В 1865 году окончил подготовительный класс Морского артиллерийского и инженерного училища и поступил на кораблестроительное отделение того же училища, переименованного в Инженерное училище Морского ведомства, которое окончил с отличием 1868 году и произведён в кондукторы Корпуса корабельных инженеров. По завершении учёбы служил в Новом Адмиралтействе. Принимал участие в строительстве трёхбашенного броненосного фрегата «Адмирал Грейг» под руководством Н. Г. Коршикова.
Под руководством адмирала А. А. Попова участвовал в проектировании и испытаниях судов круглого типа («поповок»), броненосца «Крейсер» (переименованного позднее в «Пётр Великий»), который строил корабельный инженер А. Е. Леонтьев, а затем М. М. Окунев, броненосного крейсера «Генерал-адмирал».
В 1870 году Э. Гуляев был назначен адъютантом Его Императорского Высочества генерал-адмирала Великого Князя Константина Николаевича. В том же году направлен для совершенствования образования в Англию, в Королевскую Кенсингтонскую школу корабельной архитектуры и пароходной механики, которую окончил в 1872 году.
В 1875 году был назначен представителем Морского ведомства для наблюдения за постройкой в Англии плавучего дока для Черноморского флота. В 1876 году по приглашению совета Лондонского института корабельных инженеров прочитал лекцию о «О броненосцах круглой формы», а в 1878 году в том же обществе сделал доклад «О Николаевском плавучем доке».
В 1877—1878 годах, во время русско-турецкой войны, инженер-кораблестроитель Э. Е. Гуляев был направлен на английские заводы «Торникрофт» и «Ярроу» для размещения заказа и наблюдения за строительством первых миноносок для русского флота. В 1879 году впервые поставил перед Морским ведомством вопрос о создании отечественного опытового бассейна (был построен в 1894 году) для определения сопротивления воды на моделях проектируемых судов.

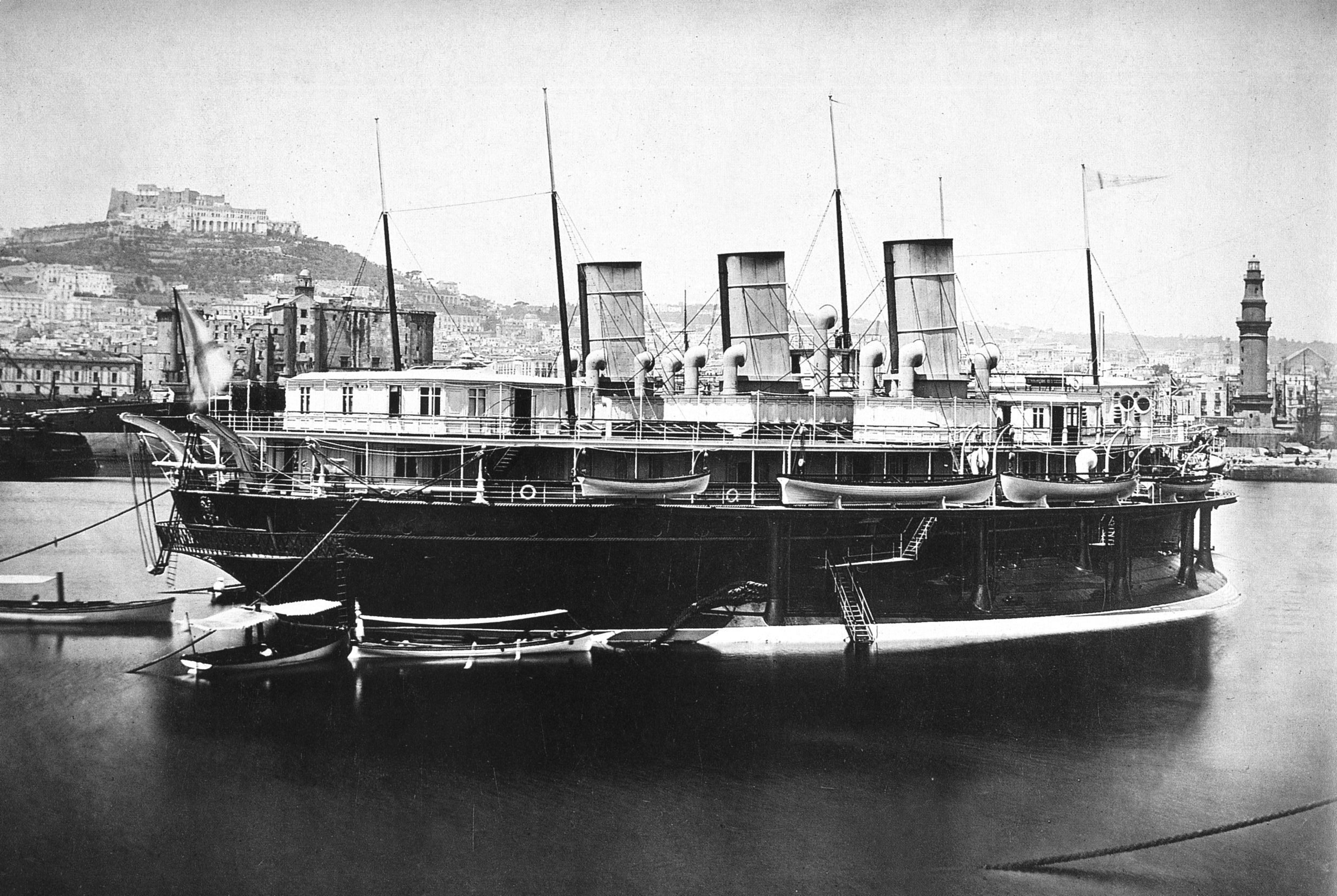
Императорская яхта «Ливадия»

В 1879—1880 годах Э. Гуляев по заданию исполняющего обязанности председателя Морского технического комитета вице-адмирала А. А. Попова разработал чертежи и спецификацию паровой императорской яхты с эллиптическим корпусом «Ливадия» (переименована в пароход «Опыт»). Данный вид корпуса должен был обеспечить яхте высокую остойчивость и покойную качку с незначительными размахами, а также достижение скорости 14 узлов. Гуляев был представителем заказчика во время постройки яхты на судостроительной фирме «Джон Эльдер и К°», заложенной 25 марта 1880 года и спущенной через четыре месяца, 25 июня на воду. На церемонии спуска присутствовал великий князь Алексей Александрович. Гуляев участвовал в ходовых испытаниях яхты, а осенью 1880 года совершил на ней переход из Англии в Чёрное море.
По возвращении из Англии в 1880 году, капитан Гуляев был назначен членом кораблестроительного отделения Морского технического комитета, приступил к разработке системы бортовой противоминной защиты кораблей. С 1881 года Гуляев — адъютант генерал-адмирала великого князя Алексея Александровича. 15 сентября 1883 года был награждён орденом Святой Анны 3 степени.
В 1888 −1891 года проектировал новые броненосцы береговой обороны малого водоизмещения типа «Адмирал Ушаков». Автор проектов «малых» броненосцев «Двенадцать апостолов» и «Гангут», а также проекта «непотопляемого и неопрокидывающегося броненосца». Проектное задание по строительству броненосцев данного типа предусматривало создание небольшого и дешёвого, но вместе с тем сильного броненосца. «Двенадцать апостолов» оказался весьма удачным проектом, приближенным к решению поставленной задачи. Корабль был построен в Николаевском адмиралтействе и спущен на воду 13 сентября 1890 года, прослужил девятнадцать лет, в боевых походах не участвовав. Броненосец «Гангут» строился в Новом адмиралтействе. Из представленных в начале 1888 года в Морской технический комитет трёх проектов броненосца старшего судостроителя Э. Е. Гуляева, главного корабельного инженера Петербургского порта Н. А. Субботина и уполномоченного Франко-Русского завода П. К. Дюбюи, был одобрен проект Гуляева, предусматривавший использование сталежелезной брони. Корабль был заложен 29 октября 1888 года, спущен на воду 6 октября 1890 года, окончательно достроен и введён в эксплуатацию в октябре 1894 года. У броненосца была драматичная судьба. 12 июня 1887 года «Гангут» проводил в Выборгском заливе учебные артиллерийские стрельбы, зацепил днищем подводные камни, образовалась течь, после чего корабль повалился на левый борт и затем быстро погрузился под воду. Многочисленные проекты подъёма корабля были отвергнуты и императорским указом от 18 августа 1899 года эскадренный броненосец «Гангут» был исключен из списков флота.

Броненосцы спроектированные Э. Е. Гуляевым
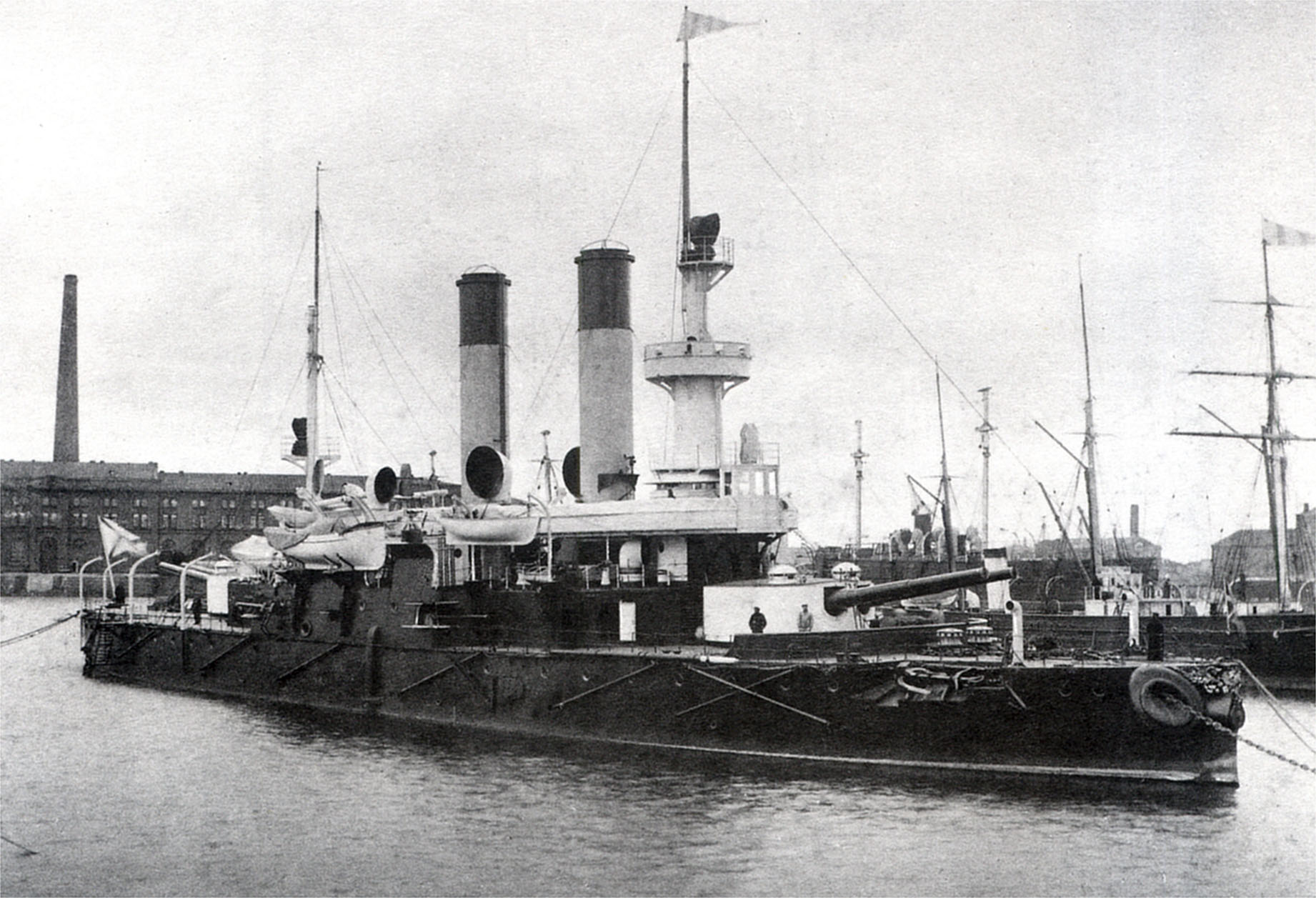
Броненосец «Адмирал Ушаков»
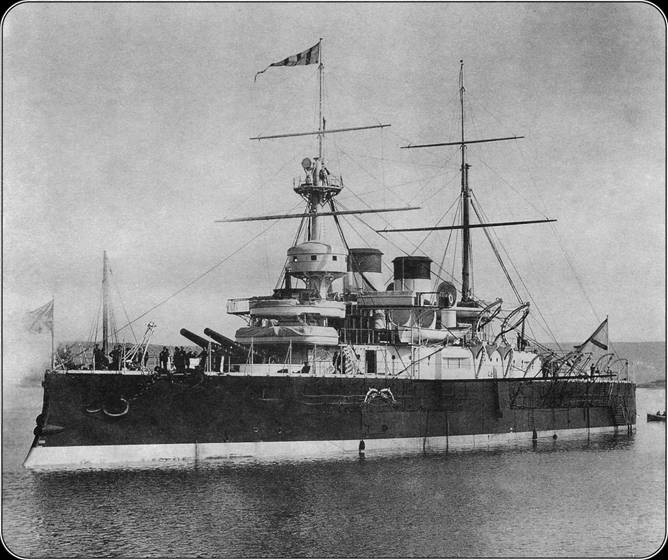
Броненосец «Двенадцать апостолов»
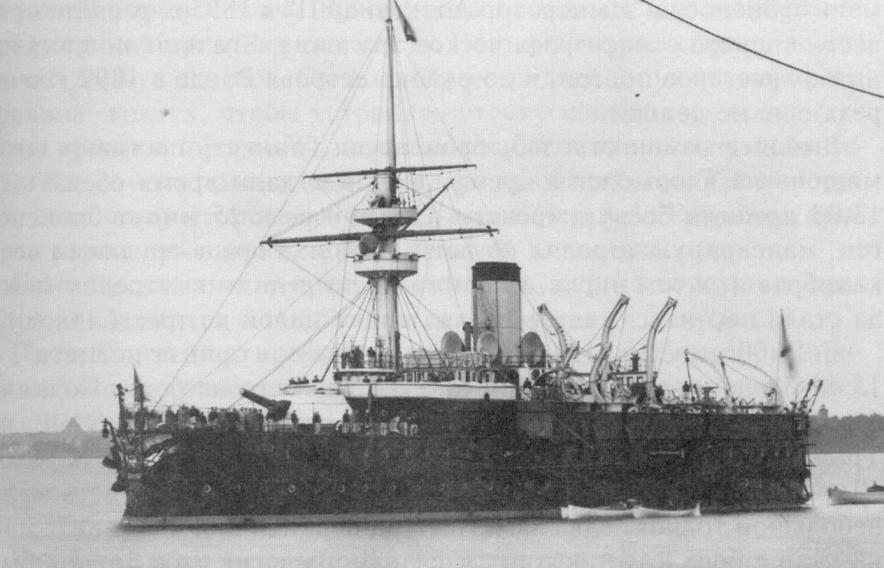
Броненосец «Гангут»

В 1893 году в Лондонском институте корабельных инженеров прочитал лекцию «О новых формулах Афанасьева для приблизительного решения задач, соединённых с движением судов».

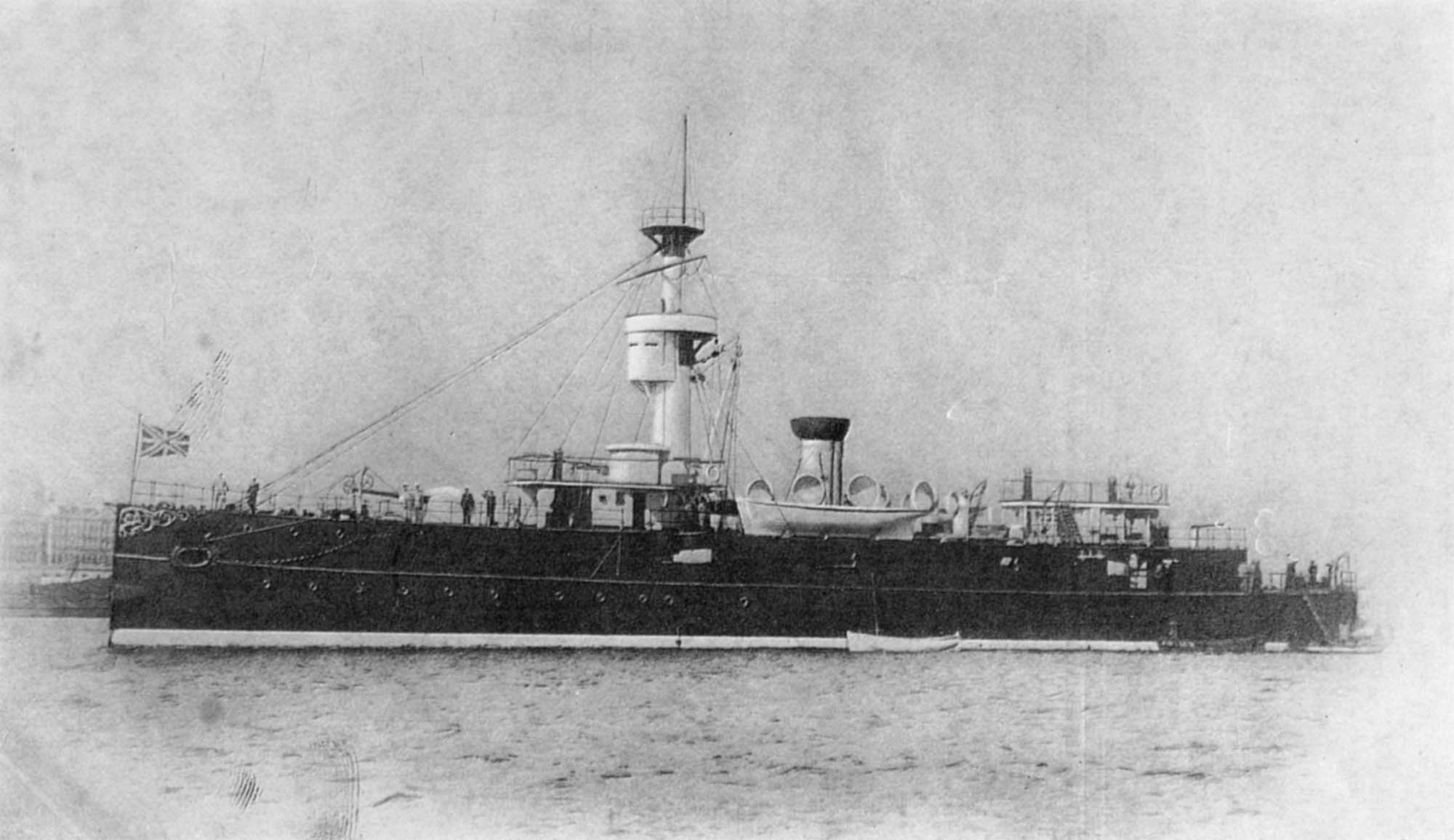
Канонерская лодка «Гиляк»

В 1894 году старший судостроитель Э. Е. Гуляев принимал участие в рассмотрении проекта новой канонерской лодки «Гиляк», специально приспособленной для ведения боевых действий на реках. Сравнив проектируемую лодку с заграничными аналогами (английскими «Торч» и «Алерт»), он пришёл к выводу, что «каких-либо существенных преимуществ» последние не имеют и предложил продолжать разработку проекта с учётом увеличения главных измерений и водоизмещения проектируемого корабля. Окончательно проект новой лодки был принят в 1895 году, 30 апреля 1896 года состоялась торжественная закладка канонерской лодки, получившей название «Гиляк». Руководителем строительства был назначен младший судостроитель П. Е. Черниговский.
С 1896 по 1904 годы был помощником главного инспектора кораблестроения генерал-лейтенанта Н. Е. Кутейникова. В 1897 году в качестве члена Английского общества корабельных инженеров Э. Гуляев представлял Россию на 1-м Международном конгрессе корабельных инженеров, проходившем в Лондоне.
В 1900 году впервые в мире обосновал необходимость конструктивной защиты кораблей от подводных взрывов. В своих статьях «Защита подводной частей от самодвижущихся мин и таранов» и «Форма судов, наиболее выгодная для достижения больших скоростей хода», опубликованных в журнале «Морской сборник», Гуляев составил первое описание предложенной им новой формы судов, позволяющей защищать суда от взрывов мин, ударов таранами и при столкновениях с другими судами, строить их существенно непотопляемыми и неопрокидываемыми. Руководство Морского ведомства отвергло это предложение, а через несколько лет эту систему противоминной защиты использовали сначала немецкие судостроители, а затем и американцы. Противоминная защита из внутренних переборок за рубежом стала именоваться «американской», хотя автором её был русский ученый Э. Е. Гуляев.
С 1904 года Э. Е. Гуляев стал членом правления Балтийского судостроительного и механического завода. В 1908 году был уволен со службы по болезни в чине генерал-лейтенанта и награждён орденом Святой Анны 1-й степени.
Умер 10 ноября 1918 года, похоронен 13 ноября в Петергофе на Свято-Троицком кладбище; захоронение не сохранилось.
Дочь — Наталия Эрастовна Гуляева (1878 — 05.12.1918).
Дом семьи Гуляева на улице Прудовой в Петергофе входил в список объектов культурного наследия, но в 2007 году Приказом Комитета по государственному контролю, использованию и охране памятников истории и культуры Правительства Санкт-Петербурга здание было исключено из «Списка вновь выявленных объектов культурного наследия».